# Киселёв, Пётр Дмитриевич
Пётр Дмитриевич Киселёв (1918—2004) — советский художник-постановщик

. Заслуженный художник РСФСР. Народный художник РСФСР (1991).

## Биография
Родился 27 июня 1918 года. Окончил Московское художественно-педагогическое училище «Памяти 1905 года» (1939), затем — художественный факультет ВГИКа (1943). С 1943 года был художником киностудии «Воентехфильм», с 1945 года — художником-постановщиком киностудии «Мосфильм». С 1952 года участник московских, республиканских, всесоюзных выставок. Персональная выставка П. Д. Киселёва прошла в 1979 году в Москве. Его работы хранятся в ГМИИ имени А. С. Пушкина, ГРМ, в Музее-квартире А. С. Пушкина, во многих региональных музеях.
Умер в 2004 году.

## Фильмография
- 1948 — Суд чести
- 1950 — Секретная миссия
- 1951 — Большой концерт
- 1954 — Весёлые звёзды, Борис Годунов
- 1956 — Пролог
- 1957 — К Чёрному морю; Рассказы о Ленине
- 1959 — В едином строю (风从东方来; СССР, Китай)
- 1961 — В пути
- 1963—1964 — Русский лес
- 1965 — Звонят, откройте дверь
- 1967 — Железный поток
- 1968 — Далеко на Западе
- 1972 — За всё в ответе
- 1973 — Океан
- 1975 — Родины солдат
- 1977 — Приезжая
- 1979 — Крутое поле
- 1980 — Белый ворон
- 1982 — Не хочу быть взрослым
- 1983 — Одиноким предоставляется общежитие
- 1985 — Как стать счастливым
- 1987 — Причалы
- 1988 — Неприкаянный
- 1990 — Захочу — полюблю
- 1990 — Мышеловка
- 1991 — Исчадье ада
- 1992 — Мастер Востока
- 1996 — Милый друг давно забытых лет…

## Награды и премии
- Заслуженный художник РСФСР (29.09.1969)
- Государственная премия РСФСР имени Н. К. Крупской (1984) — за фильм «Не хочу быть взрослым» (1982)
- Народный художник РСФСР (20.12.1991)
- Орден Почёта (28.12.1995)